# Cercle Jules Ferry Fleury-les-Aubrais
Pour les articles homonymes, voir CJF.
Le Cercle Jules Ferry Fleury-les-Aubrais ou CJF Fleury-les-Aubrais est un club omnisports français créé en 1932 et basé à Fleury-les-Aubrais dans le département du Loiret et la région Centre-Val de Loire.
Le club est notamment connu pour sa section féminine de handball qui évolue en division 1 du championnat de France depuis la saison 2003-2004.
La section masculine de volley-ball évolue en Nationale 2 et la section masculine de water polo en Nationale 2. La section basket-ball a été fusionnée aux clubs de Saint-Jean-de-Braye en 1993 puis d'Orléans en 1997 au sein de l'Entente Orléanaise Loiret.

## Présentation
Le club possède plusieurs sections : athlétisme, boxe anglaise, cyclotourisme et marche, football, gymnastique, handball, karaté, natation, pétanque, rugby, tennis, tennis de table, tir et volley-ball.

## Présidence
À la suite du départ d'Hervé Dunou de la présidence de l'Union CJF en 2016, c'est l'ancienne secrétaire de l'association, Joëlle Gaucher, qui reprend le flambeau.
Fleuryssoise depuis toujours, cela fait 38 ans qu'elle anime des cours de gym d'entretien au sein du CJF APE (Activités physiques d'entretien), section qu'elle a présidée durant sept années.
Quinzième président de l'Union CJF, c'est la première femme à occuper cette fonction

## Rugby
Section créée en 1973, elle regroupe 300 licenciés. Son stade, le stade Pierre-Alabaladéjo, est au cœur de la ville.
L'équipe première joue en Régionale 1. L'école de rugby est labellisée 2 étoiles depuis le 1er juillet 2021.
Au CJF Rugby, joueurs et joueuses sont accueillies dans les catégories suivantes :
- Baby rugby
- M6, M8, M10, M12 et M14
- M16 et M18 regroupés dans l'entité CJF avenir
- Séniors (2 équipes première et réserves)
- Rugby à 5

## Handball

Logo de la section handball.

Le club omnisports crée la section handball en 1974. 
L'équipe féminine de la section évolue en première division depuis la saison 2003-2004. En 2015, elle a notamment remporté le titre de champion de France et a atteint la finale de la Coupe d'Europe des vainqueurs de Coupe.

## Volley-ball
Les matchs se déroulent à la salle omnisports Guy-Môquet à Fleury-les-Aubrais.

## Tennis de table
Les entraînements se déroulent au gymnase Guy-Môquet. Les matchs de toutes les équipes se jouent dans cette salle omnisports.
L'équipe première masculine évolue en Régionale 2.

## Basket
Section sportive regroupant du niveau mini-poussin au senior, du championnat départemental au national.
Les matchs de basket ont lieu à la salle des Jacobins.